# Amblyramphus holosericeus
Amblyramphus holosericeus là một loài chim trong họ Icteridae.

## Hình ảnh

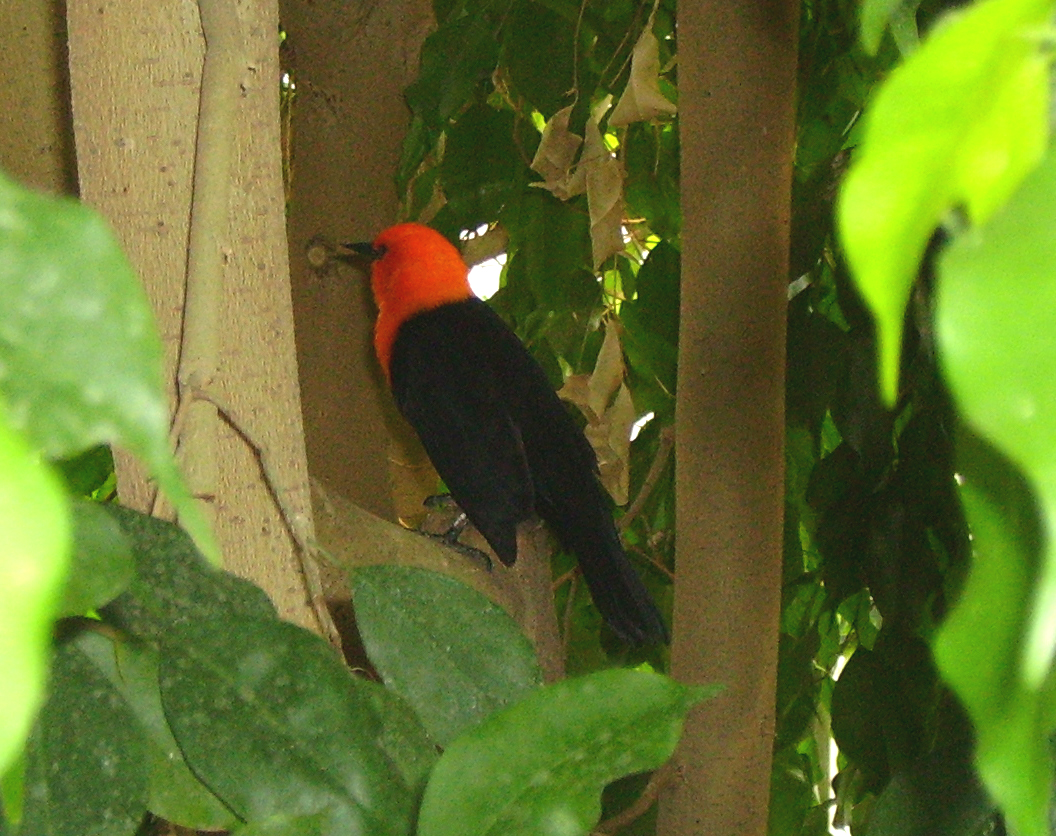
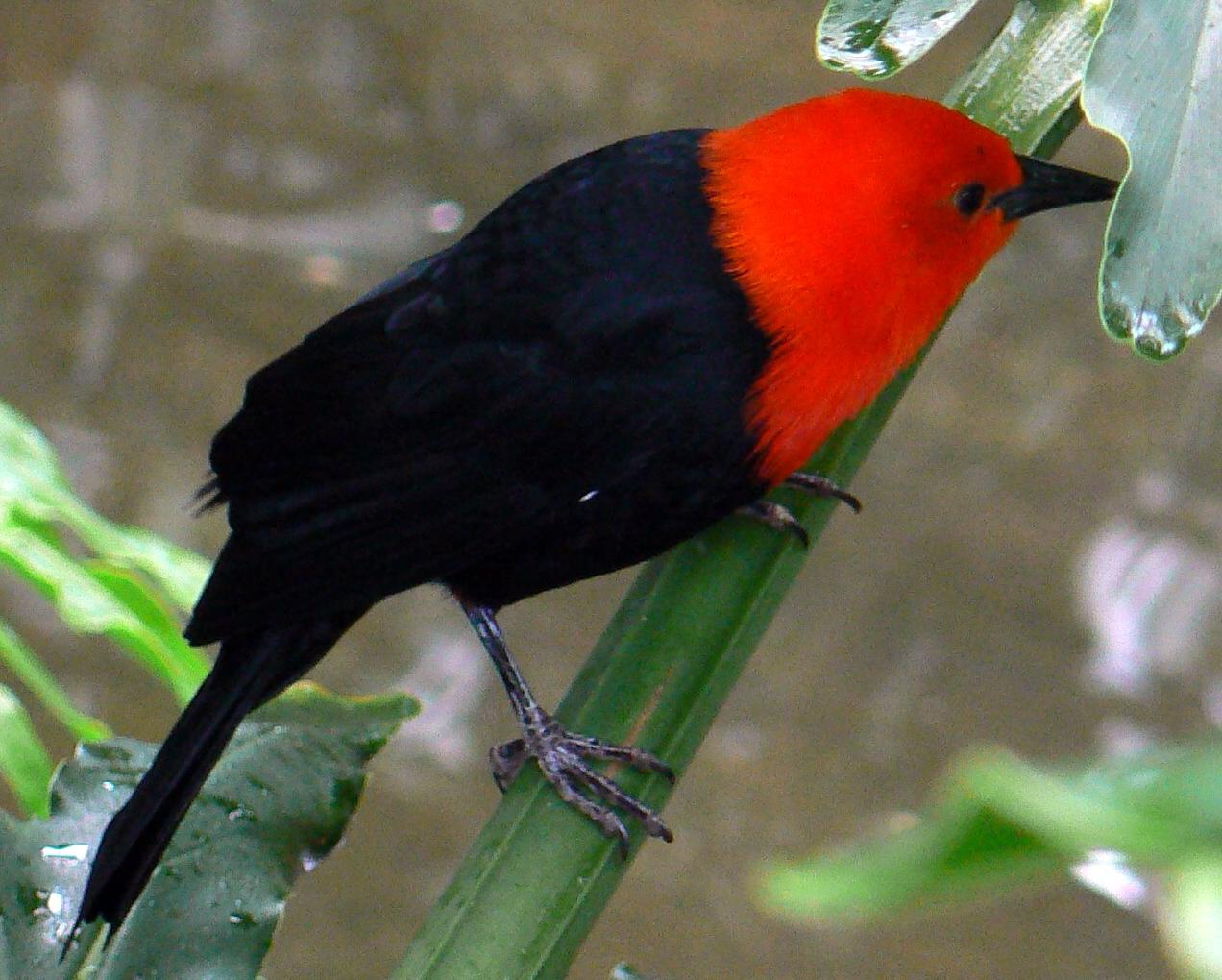
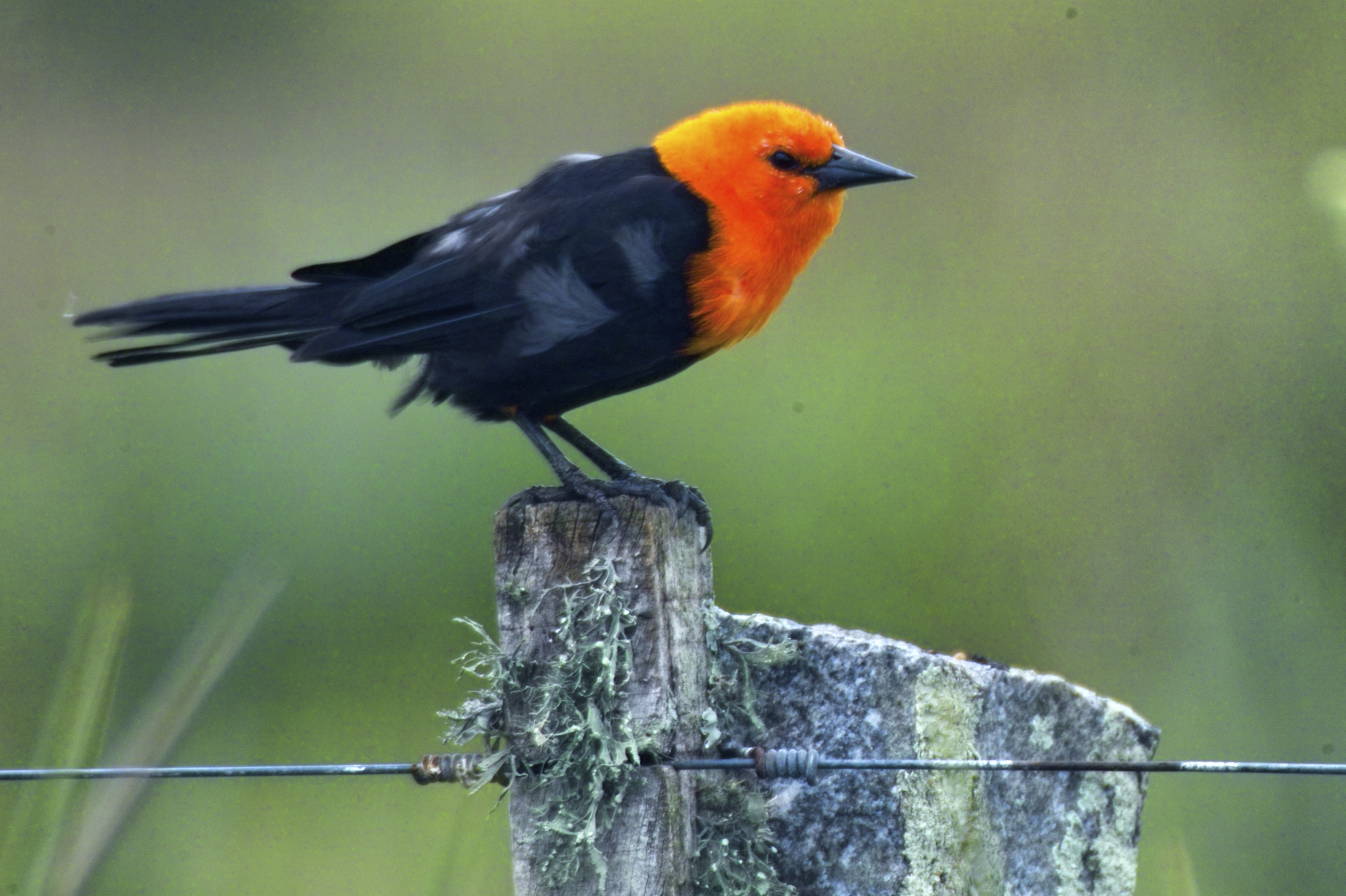